# گورستان رگ آسیاو
گورستان رگ آسیاو مربوط به عصر مس - عصر آهن است و در شهرستان دره‌شهر، بخش مرکزی، دهستان اریو، ۲۵۰ متری جنوب روستای شیخ مکان واقع شده و این اثر در تاریخ ۲۶ اسفند ۱۳۸۶ با شمارهٔ ثبت ۲۲۱۵۷ به‌عنوان یکی از آثار ملی ایران به ثبت رسیده است.